# Epistenia odyneri
Epistenia odyneri är en stekelart som beskrevs av William Harris Ashmead 1896. Epistenia odyneri ingår i släktet Epistenia och familjen puppglanssteklar. Inga underarter finns listade i Catalogue of Life.